# سفينة غزة حرة
سفينة فري غزة (free Gaza) وتعني «غزة الحرة» هي إحدى السفينتين، إلى جانب سفينة ليبرتي، التين كسرتا الحصار المفروض على قطاع غزة منذ حزيران/يونيو 2007. وصلت السفينة إلى قطاع غزة في 23 أغسطس 2008 وكانت محملة بالمساعدات الإنسانية وعلى متنها عدد من المساندين للقضية الفلسطينية. ووصل الناشطون إلى محطتهم النهائية بعد انطلاقهم من اليونان وتوقفهم في رودس وكريت وقبرص. حذرت إسرائيل سابقا الناشطين من الدخول إلى المياه الإقليمية للقطاع لكنها سمحت لهم لاحقا بالمرور. تعود ملكية السفينة إلى بسياس فينيغيس وهو أكاديمي يوناني من مواليد الإسكندرية.